# Francisco Civit
Francisco Civit (Mendoza, 20 de enero de 1827 - ibíd., 19 de julio de 1908) fue un político argentino que ejerció como gobernador de la provincia de Mendoza entre 1873 y 1876.

## Biografía
Hijo de un inmigrante español de Cataluña, destacado miembro del partido unitario, se educó en la ciudad de Mendoza y se dedicó al cultivo de la vid. Los vinos que elaboraba se destacaban en la región por su gusto refinado, compitiendo con éxito con los importados de Europa. Era yerno del general Victorino Corvalán, tanto en primeras como en segundas nupcias.
Perteneció al partido liberal o unitario. Tras ocupar algunos cargos judiciales, fue miembro de la "asamblea popular", que reunieron los invasores porteños después de la batalla de Pavón, y que eligió gobernador a Luis Molina. Fue miembro de la legislatura, y comisario de guerra durante la revolución federal del coronel Francisco Clavero. Fue ministro del gobernador provisorio Nicolás Villanueva.
A mediados de 1862 fue elegido diputado nacional, y desde allí apoyó la política del presidente Bartolomé Mitre y luego de Domingo Faustino Sarmiento. Durante un tiempo fue inspector de escuelas de su provincia.
En 1866 fue ministro del gobernador Melitón Arroyo, pero no alcanzó siquiera a renunciar a su banca de diputado, porque éste fue derrocado a los pocos días por la Revolución de los Colorados. Huyó a San Juan y desde allí marchó a Buenos Aires, donde volvió a ocupar su banca de diputado.
En 1869 fundó el Colegio Nacional de Mendoza, del cual fue nombrado director, con licencia de la Cámara de Diputados nacional.
Su influencia nacional era ya importante, por lo cual fue elegido gobernador en octubre de 1873. Se identificó por completo con el gobierno de Sarmiento y apoyó la candidatura presidencial de Nicolás Avellaneda. Cuando estalló la revolución de 1874, reunió un contingente de milicianos para oponerse a ellos; pero el general José Miguel Arredondo invadió la provincia, derrotando a las fuerzas que mandaba el coronel Amaro Catalán en la batalla de Santa Rosa.
Huyó a Chile, mientras la ciudad era ocupada por Arredondo, que enseguida salió a enfrentar al coronel Julio Argentino Roca en el mismo sitio de Santa Rosa, donde el tucumano ganó la batalla para el gobierno nacional, recuperó el gobierno provincial para Civit y ganó el grado de general por méritos de guerra.
El gobierno de Civit se dedicó, sobre todo, a extender los canales de irrigación, como corresponde a un viticultor.
Desde 1877 a 1886 fue senador nacional, y apoyó toda la política del presidente Roca; influyó en las deliberaciones del partido conservador y en las elecciones presidenciales de Carlos Pellegrini y José Evaristo Uriburu. Fue gobernador interino en 1887, durante la crisis que llevó al gobierno a Tiburcio Benegas, y presidente de la Convención Constituyente Nacional de 1897.
Murió en Mendoza en junio de 1908.
Fue el padre de Emilio Civit, diputado, senador, gobernador y ministro de la época de Roca, y más de una vez precandidato a presidente de la Argentina.